# دودلي وليامز
دودلي وليامز (بالإنجليزية: Dudley Williams)‏ هو قاضي أسترالي، ولد في 7 ديسمبر 1889 في سيدني في أستراليا، وتوفي في 8 يناير 1963.